# Giannis Skondras
Giannis Skondras (griechisch Γιάννης Σκόνδρας, * 21. Februar 1990 in Trikala) ist ein griechischer Fußballspieler.
Giannis Skondras wechselte in der Jugend 2005 von Asklepios Trikala zu Atromitos Athen. In der Saison 2008/09 gab er für die erste Mannschaft von Atromitos Athen sein Debüt in der Beta Ethniki und stieg am Saisonende mit seiner Mannschaft in die Super League auf.
Im Januar 2017 wechselte er zu Hamilton Academical nach Schottland.